# Sesto Bisogni
Sesto Bisogni (Castelnuovo Val di Cecina, 4 dicembre 1885 – Roma, 21 dicembre 1940) è stato un politico italiano.

## Biografia
Iscritto al Partito Socialista Italiano, venne eletto alla Camera del Regno d'Italia nella XXV e nella XXVI legislatura per il collegio di Siena-Arezzo-Grosseto.